# تومي ردينغ
تومي ردينغ (بالإنجليزية: Tommy Redding)‏ (24 يناير 1997 بسان دييغو في الولايات المتحدة - ) هو لاعب كرة قدم أمريكي في مركز الدفاع. شارك مع منتخب الولايات المتحدة تحت 17 سنة لكرة القدم ومنتخب الولايات المتحدة تحت 18 سنة لكرة القدم ومنتخب الولايات المتحدة تحت 20 سنة لكرة القدم. أما مع النوادي، فقد لعب مع أورلاندو سيتي وOrlando City SC (2010–2014) ‏ وWilmington Hammerheads FC ‏.

## وصلات خارجية
- تومي ردينغ على موقع الدوري الأمريكي (الإنجليزية)
- تومي ردينغ على موقع قاعدة بيانات كرة القدم.إي يو (الإنجليزية)
- تومي ردينغ على موقع Soccerbase.com (لاعب) (الإنجليزية)
- تومي ردينغ على موقع Soccerway.com (الإنجليزية)
- تومي ردينغ على موقع عالم كرة القدم.نت (الإنجليزية)
- تومي ردينغ على موقع AS.com (الإسبانية)